# さかえ屋
株式会社さかえ屋（さかえや）は、福岡県飯塚市平恒に本社を置く菓子製造会社。

## 沿革
- 1949年 - 福岡県飯塚市にて創業。
- 1953年 - 合資会社さかえ屋商店を設立。
- 1984年 - 株式会社さかえ屋に組織変更。なんばん往来発売。
- 2012年 - 粉飾決算が明るみになり、メインバンクである西日本シティ銀行主導で経営陣が刷新される。
- 2015年 - シャトレーゼホールディングスの傘下に入る。

## 歴代社長
さかえ屋商店社長
- 中野辰弥：1953年 - 1984年

さかえ屋社長
- 中野辰弥：1984年 - 1985年
- 梅原誠：1985年 - 1993年
- 中野利美：1993年 - 2012年
- 森山敏弘：2012年 - 2015年
- 齊藤寛：2015年 - 2018年
- 永田晋：2018年 - 2023年
- 齊藤剛：2023年 -

## 店舗
メゾン・ド・フレ 上津役店
- 〒807-0075 福岡県北九州市八幡西区下上津役1-3-10

なんばん往来 飯塚本店（旧さかえ屋本店）
- 〒820-0070 福岡県飯塚市堀池128-1

なんばん往来 マイング店
- 〒812-0012 福岡県福岡市博多区博多駅中央街1-1 マイング内

なんばん往来 福岡空港店
- 〒812-0003 福岡県福岡市博多区下臼井778-1 国内線旅客ターミナルビル2F

## 商品
焼菓子
- なんばん往来 ラズベリー
- なんばん往来 熊本県産ゴールドスイート
- なんばん往来 糸島プレミアムミルク
- なんばん往来サンド シュガーロード焦がしキャラメル
- ティータイムブレッド チョコラスク

和菓子
- すくのかめ 小豆
- すくのかめ 抹茶
- すくのかめ 熊本県天草産晩柑
- あんみつどら焼き
- 北海道産バターどらやき

## 提供番組
- 地元検証バラエティ 福岡くん。（福岡放送）
- 風の音（エフエム福岡）